# Gaëlle Bouzin
Pour les articles homonymes, voir Bouzin (homonymie).
Gaëlle Bouzin, née en le 23 octobre 1986 à Ostende (Belgique), est une entraîneuse et ancienne joueuse belge de basket-ball. Elle est notamment connue pour être l'une des premières femmes à entraîner une équipe masculine de première division en Europe.

## Biographie
Originaire d'Ostende en Flandre occidentale, Gaëlle Bouzin a commencé à jouer au basketball dès l’âge de six ans dans plusieurs clubs belges de la côte flamande, atteignant le plus haut niveau en deuxième division nationale. Mesurant et évoluant principalement au poste de meneuse, elle est utilisée aux 5 postes au long de sa carrière. 
Á partir de l'âge de 16 ans elle est intéressée par le coaching, elle a rapidement débuté comme entraîneuse auprès des équipes de jeunes filles. 
En 2015, toujours active en tant que joueuse, elle fait le pas vers le coaching d'équipes masculines. Elle débute avec la troisième équipe du Gistel Ostende avec lequel elle connait une promotion dès sa première saison. Elle remercié à la fin de sa deuxième saison en 2017, mais rejoint Sam Rotsaert (nl) à la première équipe du Gistel ainsi qu'à l'équipe des moins de 21 ans du BC Ostende. Avec le Gistel elle remporte le titre de deuxième division nationale masculine en 2018.
Elle devient ensuite analystes vidéo de Dario Gjergja pour l'équipe première d'Ostende avant d'intégrer son staff en tant qu'entraîneuse adjointe. À ces côtés, elle participe à de nombreux succès, dont plusieurs titres nationaux et des campagnes européennes. 
En décembre 2021, elle marque l’histoire en devenant la première entraîneuse à remporter un match de Ligue des Champions, en prenant les rênes du BC Ostende à la suite de l’expulsion de Dario Gjergja, à sept minutes de la fin d’un match face au SIG Strasbourg.
Elle devient également adjointe de Dario Gjergja au sein de l'équipe nationale belge masculine en 2022, participant à une victoire notable contre la Serbie. 
En 2024, Gaëlle Bouzin signe son premier contrat d'entraîneuse principale avec les Landstede Hammers Zwolle (en), et devient ainsi la première femme à occuper ce poste dans les 3 ans d'histoire de la BNXT League.